# Mofeta tacada meridional
La mofeta tacada meridional (Spilogale angustifrons) és un carnívor de la família de les mofetes (Mephitidae). Anteriorment se la considerava part de l'espècie Spilogale putorius, però investigacions genètiques i morfològiques han revelat que es tracta de dues espècies diferents. El seu àmbit de distribució s'estén des del centre de Mèxic fins a Costa Rica.